# Conophorus hindlei
Conophorus hindlei är en tvåvingeart som beskrevs av Paramonov 1931. Conophorus hindlei ingår i släktet Conophorus och familjen svävflugor. Inga underarter finns listade i Catalogue of Life.